# عود ميثاء

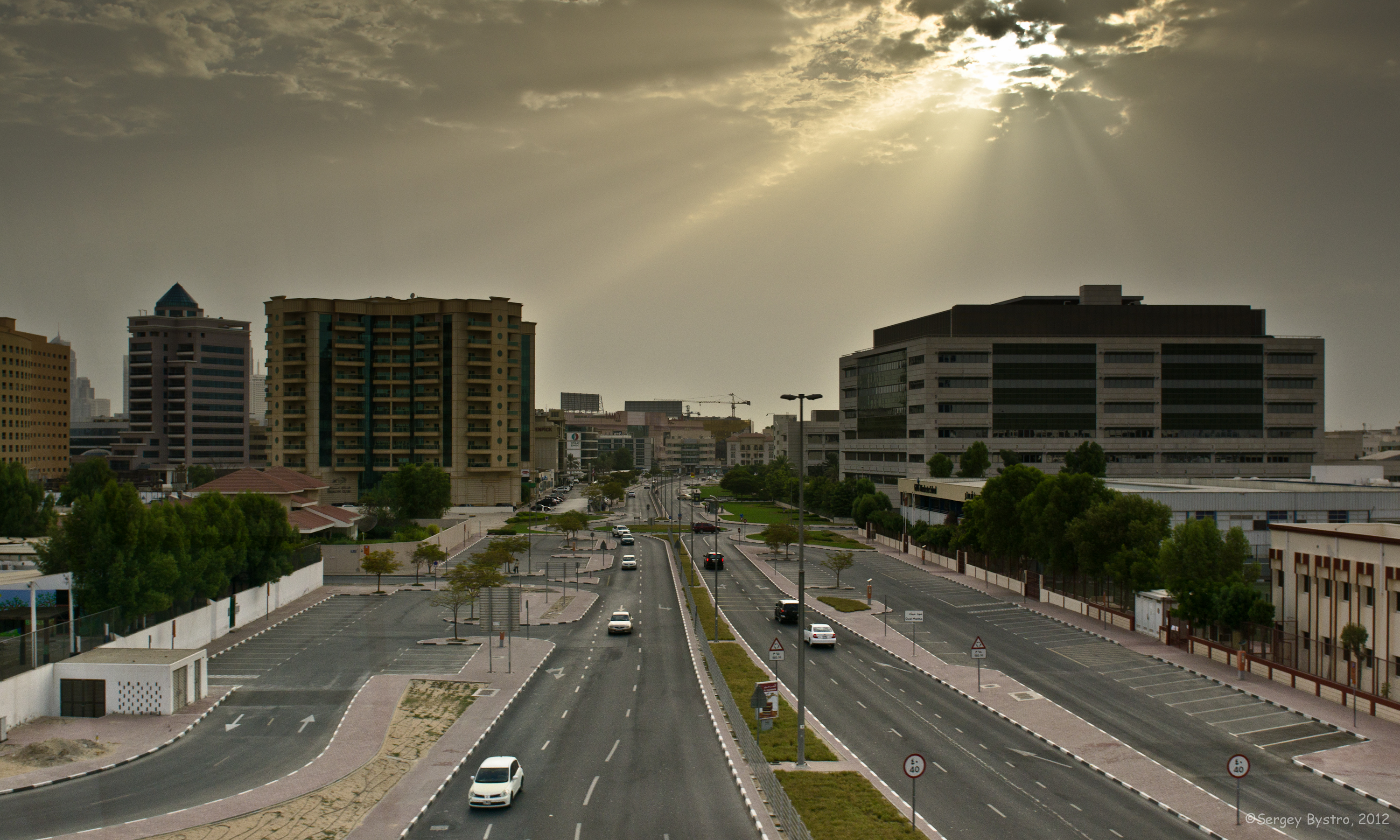

عود ميثاء أو النصر هو حي يقع في إمارة دبي في الإمارات العربية المتحدة وبلغ عدد سكانها (16,408) نسمة في العام 2023 بكثافة سكانية تعادل (10,823) فرد/كم² بحسب بيانات مركز دبي للإحصاء.
تحتل عود ميثاء موقعاً مهماً في بر دبي فهي تقع بمحاذاة مجرى خور دبي وتجاورها من جهة الشمال الغربي منطقة الكرامة، ومن الشرق مدينة دبي الطبية، وتقع حديقة زعبيل بالقرب منها، وقد تطورت المدينة بشكل كبير وأصبحت تضم العديد من المرافق الحديثة والمتطورة مثل ملاعب الاسكواش وملاعب التنس وحلبة التزلج على الجليد وقاعات البولينغ، ولكن مع الحفاظ على المرافق القديمة كالمساجد والمكتبات والمدارس التي تعود إلى السبعينات والتي تحمل أهمية سياحية وتاريخية كبيرة. ويقال أن تسمية المنطقة تعود إلى امرأة اسمها ميثاء.